# Ingrid Segerstedt-Wiberg

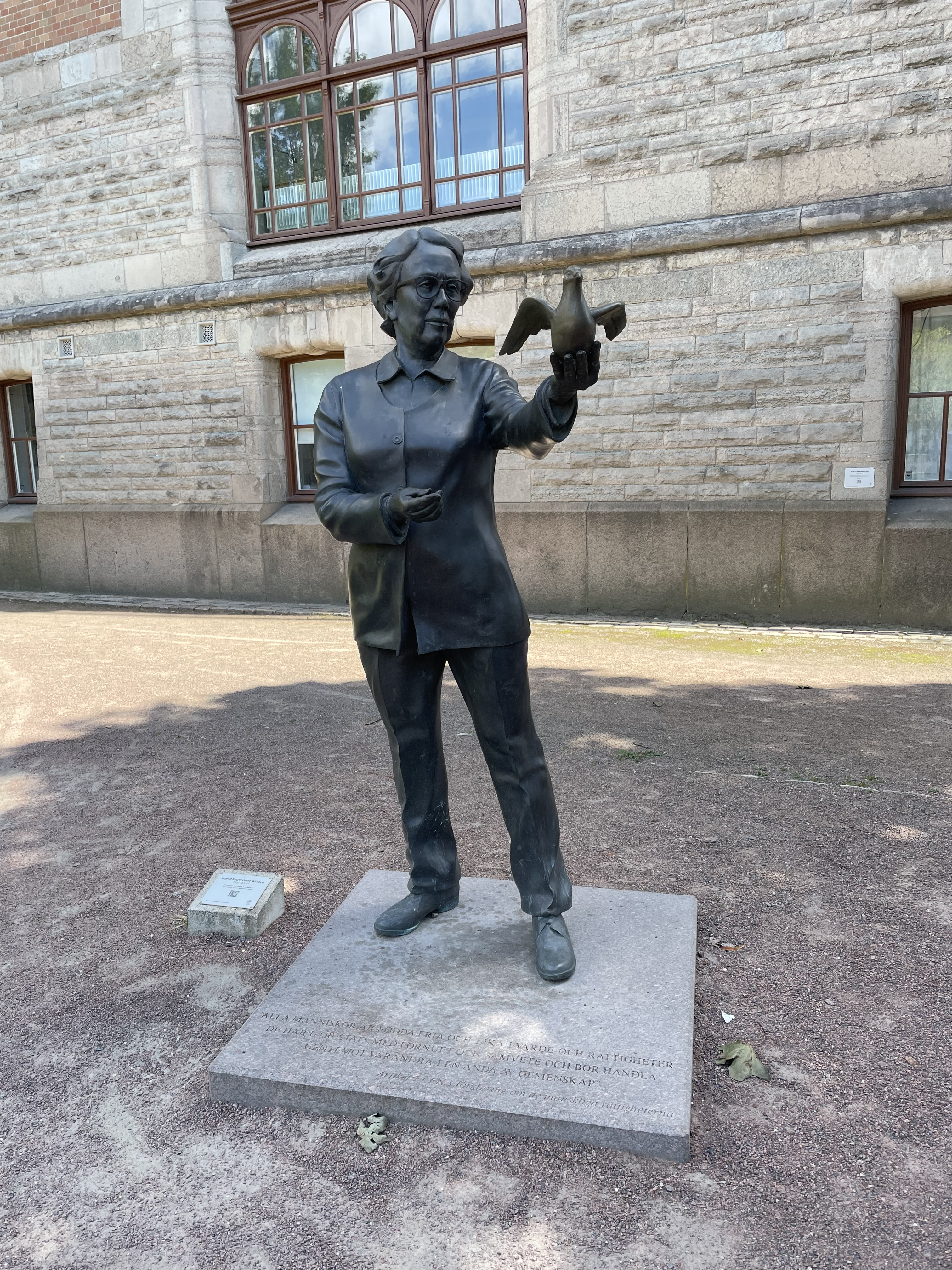
Denkmal von Ingrid Segerstedt-Wiberg in Göteborg

Ingrid Segerstedt‑Wiberg (* 18. Juni 1911 in Lund; † 21. Mai 2010 in Göteborg) war eine schwedische Journalistin, Politikerin (Folkpartiet, später Liberalerna) und Menschenrechts‑ und Friedensaktivistin.

## Leben
Ingrid Segerstedt‑Wiberg war die Tochter des renommieren Religionshistorikers und Chefredakteurs Torgny Karl Segerstedt. Kurz nach ihrer Geburt zog die Familie zuerst nach Stockholm und ab 1917 nach Göteborg, wo ihr Vater die Leitung der Zeitung Göteborgs Handels- och Sjöfartstidning übernahm. Sie heiratete 1934 den Ingenieur Anders Wiberg, mit dem sie einen Sohn hatte. Während des Zweiten Weltkriegs nahm das Ehepaar ein jüdisches Flüchtlingsmädchen auf.

## Journalistische Tätigkeit
Segerstedt‑Wiberg war eine der ersten Leitartiklerinnen in Schweden – zunächst bei Göteborgs‑Tidningen ab den späten 1940er Jahren und danach bei der Göteborgs‑Posten (1955–1993), wo sie ab 1969 stellvertretende Chefredakteurin war. Ihre journalistischen Beiträge spannten sich von der jüdischen Flüchtlingspolitik der 1930er über gesellschaftliche Missstände bis hin zu internationaler Friedens- und Umweltpolitik.

## Politisches und gesellschaftliches Engagement
Von 1958 bis 1970 saß sie als Abgeordnete für die Folkpartiet im schwedischen Reichstag (Riksdag). Sie wirkte im Verfassungsausschuss, kritisierte die Inflationsentwicklung und verweigerte 1960 Gehaltserhöhungen als Zeichen der politischen Vorbildfunktion.
Segerstedt‑Wiberg war seit den 1930er Jahren aktiv in der Flüchtlingshilfe. Sie gründete in Göteborg ein Kinderheim für jüdische Flüchtlingskinder und arbeitete nach dem Krieg als Flüchtlingskuratorin der Stadt.
Von 1968 bis 1973 war sie Vorsitzende des Svenska FN‑förbundet, zuvor leitete sie die internationale Internationella Kvinnoförbundet för Fred och Frihet (IKFF, 1975–1981).

## Menschen- und Bürgerrechte
Segerstedt‑Wibergs Haltung gegen Nazis, Rassismus und Fremdenfeindlichkeit war prägend, auch in Zeiten persönlicher Gefahr. Sie wurde lange Jahre vom schwedischen Sicherheitsdienst als politisches „Sicherheitsrisiko“ geführt. Zusammen mit Bengt Frejd gewann sie vor dem Europäischen Gerichtshof für Menschenrechte eine Klage gegen den Staat Schweden wegen dieser Praxis.

## Ehrungen und Andenken
Sie erhielt zahlreiche Auszeichnungen, darunter:
- Ehrendoktorwürde der Universität Göteborg (1981)
- Freiheitskreuz Haakon VII. (1946)
- Eldh‑Ekblads Friedenspreis (1980)
- Serafimer‑Medaillon 8. Größe (1986)

In Göteborg erinnern eine Statue („Aktivisten“) von Johan Malmström und ein großformatiges Foto im Samhällsvetenskapliga biblioteket an sie. Die Kunstwerke wurden am 24. Oktober 2021 enthüllt.
Seit 2000 existiert das Ingrid Segerstedt‑Gymnasium in Göteborg, das sich Bildungswerten wie Toleranz und Demokratie verschrieben hat.

## Publikationen (Auswahl)
Segerstedt‑Wiberg veröffentlichte mehrere Bücher, darunter:
- Världen är vår (1954)
- Provstopp nu (1986)
- Min mot‑bok (1999)

Sie verfasste zudem Biografien über ihren Vater Torgny Segerstedt sowie den Herausgeber Harry Hjörne.

## Nachwirkung
Ingrid Segerstedt‑Wiberg gilt in Schweden als Symbolfigur für Rede‑ und Pressefreiheit, Flüchtlingshilfe und Friedensarbeit. Ihre lange Laufbahn als Journalistin, Politikerin und Aktivistin machte sie zu einer Ikone des sozialen Liberalismus und humanitärer Besonnenheit.